# Fontána Haudriettes
Fontána Haudriettes (francouzsky Fontaine des Haudriettes) je klasicistní fontána v Paříži. Její název je odvozen od ulice Rue des Haudriettes.

## Umístění
Kašna se nachází ve 3. obvodu u domu č. 1 na ulici Rue des Haudriettes na křižovatce s ulicemi Rue des Archives a Rue des Quatre-Fils.

## Historie
Kašna byla postavena v roce 1764 na příkaz prévôta a na náklady knížete Françoise de Rohana. Nahradila kašnu Neuve z roku 1636. Původně fontána přiléhala k budově. Několikrát byla přestavována, zejména v roce 1836 a v roce 1933 byla přemístěna na dnešní místo kvůli rozšíření ulice. Původně byla do kašny vedena voda z Belleville, později byla fontána napojena na Canal Saint-Martin. Od 24. března 1925 je stavba chráněná jako historická památka.

## Popis
Autorem klasicistní stavby je architekt Pierre-Louis Moreau-Desproux (1727–1794), sochařskou výzdobu provedl sochař Pierre-Philippe Mignot (1715–1770). Fontána tvoří samostatnou stavbu na obdélníkovitém půdorysu. Na široké straně je nádrž, do které teče voda z maskaronu ve tvaru lví hlavy. Nad ním je basreliéf představující najádu ležící zády v rákosí a opírající se o svou amforu. Fontána je završena frontonem a atikou.